# No Role Modelz
No Role Modelz (en español: Sin Modelos A Seguir) es una canción del rapero estadounidense J. Cole, lanzado el 4 de agosto de 2014 como tercer sencillo promocional de su tercer álbum de estudio, 2014 Forest Hills Drive.
Durante la semana del 22 de diciembre de 2014, la canción logró escalar hasta el puesto número 36 del US Billboard Hot 100, dándole a Cole su cuarta entrada en el top 40 como artista en solitario y convirtiendo a "No Role Modelz" en el sencillo mejor posicionado del álbum 2014 Forest Hills Drive. Hacia el 20 de mayo de 2015 el sencillo ha sido certificado con Platino por la Asociación de Industria del Registro de América (RIAA).

## Composición
El sencillo fue compuesto por J. Cole, Kurtis Figueroa, Darius Barnes y M. Whitemon. Como coro toma muestras de la canción ''Don't Save Her'' de Project Pat y como interludio un fragmento del discurso que el presidente George W. Bush dio en Tennessee el 2002 como un anticipo a la Guerra de Irak. En ''No Role Modelz'', J. Cole hace referencia a los malos modelos a seguir que se encuentran la televisión reality, el conflicto existencial, la lujuria y recalca su posición de mantenerse al margen de la fama.

## Recepción crítica
Antes de ser lanzado como sencillo promocional ''No Role Modelz'' ya gozaba de cierta popularidad entre los fanes que acompañaban la gira del rapero.
"No Role Modelz" recibió comentarios mixtos de críticos de música. Craig Jenkins de Pitchfork Media dijo: «"No Role Modelz" maneja la sospecha de un enganche entre un interesado y las mujeres de la televisión reality que carecen de figuras públicas respetables sugiriendo crudamente que "ella es superficial, pero el coño profundo". 2014 Forest Hills Drive a menudo juega a tener una profundidad que no ofrece».

## Listas de posicionamiento
| Lista semanal (2015–16)                | Posición |
| -------------------------------------- | -------- |
| Canadá (Canadian Hot 100)              | 62       |
| Estados Unidos (Billboard Hot 100)     | 36       |
| Estados Unidos (Hot R&B/Hip-Hop Songs) | 27       |